# Johann Joseph von Hann
Johann Joseph von Hann (* 1763 in Neuzelle; † 1830) war ein königlich-sächsischer General der Reiterei.

## Leben
Er entstammte einer Familie des Reichsadels (seit 1752). Als Oberst der königlich-sächsischen Armee wurde er im Jahr 1813 während des sechsten Koalitionskrieges gegen Frankreich (1812–1814) bei Kalisch im heutigen Polen schwer verwundet und gelangte in russische Kriegsgefangenschaft.
Im Jahr 1820 stieg er zum Generalmajor in der königlich-sächsischen Reiterei auf.
Er heiratete in zweiter Ehe die Witwe Christiana Carolina Elisabeth, verw. Wihard, geb. Herrmann, zu Martinskirchen, die seit 25. Mai 1802 Erb-, Lehn- und Gerichtsherrin auf Colochau war. Der Kaufpreis des Gutes war 36.000 Taler.
Aus der gemeinsamen Ehe gingen die zwei Söhne Hermann Franz Joseph von Hann und Otto Rudolph Bruno von Hann hervor.
Sein Sohn Hermann Franz Joseph von Hann (* 1807; † 4. April 1849 in Dresden) wurde 1825 Portepeejunker und Sousleutnant, 1832 Premierleutnant und 1834 Rittmeister beim Leichten Reiter-Regiment Prinz Ernst. Dessen Grabmal auf dem Alten Katholischen Friedhof in Dresden-Friedrichstadt ist ein Sockel mit ovaler Inschrifttafel und einem steinernen Helm. Es war das Grab des am 17. September 1802 verstorbenen ersten Ehegatten seiner Mutter, Johann Friedrich Wihard, dessen Name noch auf der Rückseite des Sockels zu erkennen ist.